# 加藤義隆 (事業家)
加藤 義隆 (かとう よしたか、1974年 - ) は、日本の銀行家・事業家。東京都世田谷区生まれ。

## 経歴
東京都世田谷区下北沢生まれ。実家は渋谷の老舗ワイン居酒屋。東京都立国際高等学校、上智大学経済学部卒業、一橋大学大学院国際企業研究科修了（金融戦略MBA）
1998年、日本銀行に入行し、経済調査、為替介入、金融調節、短観や国際収支統計の企画などに携わった。
2012年11月、日本維新の会より東京1区で公認を受け、12月の第46回衆議院議員総選挙に出馬するが惜敗。
投資銀行において公共ファイナンスや事業投資の責任者として、日本初の水力発電のコンセッションを考案するほか株式会社美作国電力を設立するなど持続可能な自然エネルギーの未来を構築に尽力。
2019年7月株式会社CAMPFIREに入社。2019年8月、㈱CAMPFIRE SOCIAL CAPITAL 代表取締役、2021年7月㈱CAMPFIRE SOCIAL BANK 代表取締役に就任し、融資型クラウドファンディングを始めとして社会変革を起こす金融のあり方を追及している。